# Pritha littoralis
Pritha littoralis är en spindelart som först beskrevs av Roewer 1938.  Pritha littoralis ingår i släktet Pritha och familjen Filistatidae. Inga underarter finns listade i Catalogue of Life.